# Protocaiman
Protocaiman is een geslacht van uitgestorven kaaimannen ontdekt in de Salamanca-formatie in Argentinië en levend in Patagonië tijdens het Paleoceen.

## Naamgeving
De typesoort Protocaiman peligrensis werd in 2018 benoemd door Bona. De geslachtsnaam betekent 'eerste kaaiman'. De soortaanduiding verwijst naar de vindplaats Punta Peligro.
Het holotype is MLP 80-X-10-1, een schedel zonder snuit, begin jaren 1980 gevonden door H. Herrera.

## Beschrijving
De beschrijvers stelden verschillende onderscheidende kenmerken vast. Het zijn autapomorfieën, unieke afgeleide eigenschappen. De beennaad tussen het voorhoofdsbeen en het wandbeen reikt tot diep in het bovenste slaapvenster, het wandbeen van het postorbitale scheidend. Het squamosum steekt naar beneden en zijwaarts uit tot over de buitenste zijkant van de processus paroccipitalis. Het oppervlak van de processus paroccipitalis helt naar voren en boven, zichtbaar in bovenaanzicht. De onderrand van het otoccipitale is bol en steekt naar onderen uit, de achterste opening van het kanaal naar het quadratum in achteraanzicht bedekkend.

## Fylogenie
Protocaiman peligrensis is het zustertaxon van de groep bestaande uit alle andere Zuid-Amerikaanse caimaninen.